# Lothar Fischer (Politiker)
Lothar Fischer (* 21. Juni 1942 in Homburg an der Saar; † 3. Februar 2013 ebenda) war ein deutscher Politiker (SPD) und ehemaliger Bundestagsabgeordneter.

## Leben
Fischer, geboren in Homburg im Saarland, machte von 1956 bis 1957 eine Ausbildung bei einer Zollagentur. Auf dem Aufbaugymnasium machte er 1963 das Abitur und begann mit einem Studium der Mathematik. Im Jahr 1968 machte er sein Diplomhauptexamen im Hauptfach Mathematik, mit dem Nebenfach Physik, und arbeitete anschließend bis 1973 als Assistent am Mathematischen Institut der Universität des Saarlandes. Von 1969 bis 1980 arbeitete er zudem noch als Mathematik- und Physiklehrer eines Gymnasiums, zuletzt am Homburger Christian von Mannlich-Gymnasium. Er beendete seine Tätigkeit, um sich der Politik zu widmen.
Lothar Fischer war evangelisch, verheiratete und lebte in Homburg, wo er auch starb.

## Politik
Fischer war 1966 der SPD beigetreten und etablierte sich schnell als Vorsitzender verschiedener Juso-Ämter. So war er Juso-AG-Vorsitzender, Unterbezirksvorsitzender und stellvertretender Stadtverbandsvorsitzender. Von 1974 bis 1980 war er Kreistagsmitglied, von 1979 bis 1980 ehrenamtlicher Kreistagsbeigeordneter. 1981 bis 1990 war er stellvertretender Unterbezirksvorsitzender der SPD, dem Bundestag gehörte Fischer als (vom Wahlkreis 248/Homburg gewähltes) Mitglied von 1980 bis 2002 an.